# Bankomatt
Pour plus de détails, voir Fiche technique et Distribution.
Bankomatt est un film dramatique italo-suisse réalisé par Villi Hermann et sorti en 1989.
Le film concourt au 39e Festival de Berlin.

## Synopsis
Un individu planifie et commet un braquage de banque. Il s'avère que l'homme est un ancien employé de la banque attaquée, dont le mobile est la vengeance.

## Fiche technique
- Titre : Bankomatt
- Réalisation :	Villi Hermann
- Scénario : Villi Hermann, Giovanni Pascutto
- Production : Villi Hermann, Enzo Porcelli
- Musique : Franco Piersanti
- Photographie : Carlo Varini
- Montage : Fernanda Indoni
- Société de production : Imago Films, ABCinema, RTSI, SSR
- Date de sortie : février 1989
- Durée : 88 minutes
- Pays : Italie et  Suisse
- Langue : italien

## Distribution
- Bruno Ganz : Bruno
- Giovanni Guidelli : Stefano
- Francesca Neri : Maria
- Omero Antonutti : Ernesto Soldini
- Pier Paolo Capponi : employé de banque
- Roberto De Francesco : Ami de Stefano
- Fabrizio Cerusico
- Andrea Novicov
- Renata Pozzi
- Tatiana Winteler